# Blau horitzó
El blau horitzó (en francès Bleu horizon) és el nom d'una color blau gris clar. S'usa sobretot per al que es va utilitzar en els uniformes blau-grisencs de les tropes franceses del 1915 a l1921. També ha servit de sobrenom als grups polítics que feien costat a l'Exèrcit francès durant la Primera Guerra Mundial.

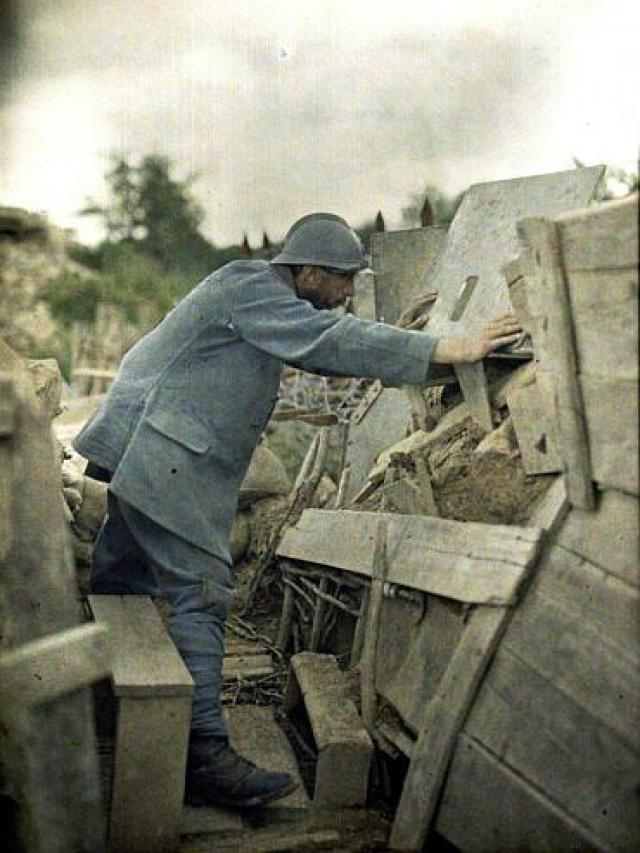
Observador de l'exèrcit francès amb el seu uniforme "Blau horitzó".

## Context històric
L'expressió «Blava horitzó» ja s'usava el 1884, entre els múltiples tons del color blau que s'usaven en catàlegs de moda.
El 1899, en el Journal de débats, acosta els vaixells de motor per a l'administració de la presó de Caiena, indica que són "pintats de color horitzó per a amagar-se més fàcilment."
En un catàleg d'empreses químiques publicat el 1905, es dona quatre tons de blau horitzó "recordant la color blava del cel en l'horitzó", sinònim de "blau cobalt imitació".

## L'uniforme blau
La color de l'uniforme de la infanteria francesa es refereix com a "horitzó blau" en tres etapes:
Al febrer, el periòdic Le Temps compara els vells i nous uniformes: "Veiem que el drap fosc de vells abrics conviu amb el blau horitzó dels nous".
QA la primavera del 1915, la terminologia es va popular. A poc a poc es converteixen en "blau horitzó" i és perfectament comú al setembre. Mai no serà regulat.
El terme es va fer tan popular que finalment apareixerà en les descripcions oficials de l'exèrcit. Aquesta mescla de termes es manté i les regulacions continuen de denominar la tela de l'uniforme "tela blava clara" fins més enllà del 1921.

## Els assaifgs previs a la guerra
El 1914, l'exèrcit francès estava equipat amb capots de color "ferro gris blau" (gris de fer bleuté) i els pantalons i quepis de color vermell. A la primeria del segle xx, la Guerra dels Bóers va cridar l'atenció del personal militar de les grans nacions de la necessitat de reformar la roba militar. Un estudi publicat el 1892 va trobar que és més difícil de localitzar un blanc gris-blavós que un en blau-vermellós. Entre 1903 i 1914, l'exèrcit francès va temptar de crear nous uniformes: el 1902 el vestit de color gris-blau anomenat "Boer" i en 1906 el color beix-blau.
Tots aquests assaigs de reforma van fallar a causa de l'oposició de l'opinió pública. L'Alt Comandament francès finalment va triar el blau-gris el novembre del 1912 en una decisió d'Alexandre Millerand. El 26 de maig de 1914, el Consell Suprem de Guerra va votar l'adopció d'una tela "tricolor" obtinguda per una mescla de fibres de llana blava, blanca i vermella.
La llei del 18 de juliol de 1914 va disposar per a la substitució dels uniformes pels nous, incloses totes les peces que serien totalment confeccionats en un drap nou d'aquest color.
```
"Per què la color blava? Això ja es va adoptar en principi, després d'una decisió del ministre després de la reunió del 26 de maig de 1914 del Consell Suprem de Guerra. El blau es considera l'única color que es pot triar de manera útil, puix que tots els altres tons, entre els quals els neutres, s'havien encarregat per exèrcits estrangers." 
```

- Intendent General Defait (1921)

## Agost del 1914
El 2 d'agost del 1914, el dia de la mobilització general, el departament de guerra va adoptar al principi, l'adopció d'un sol drap blau per a la fabricació de tots els uniformes. El 8 d'agost, el superintendent general Defait, director del Ministeri de l'Administració de Guerra, renuncia a l'adopció de la tela tricolor per consell de Monsieur Balsan, fabricant de roba a Châteauroux. Dos factors van anar contra l'adopció de la tela tricolor: la falta d'alitzarina, colorant sintètic fet a Alemanya, entre d'altres, per BASF i la dificultat de fornir-se en tela tricolor per a tots els fabricants francesos de tela durant la guerra.
El 14 d'agost del 1914, es va fer una comanda a la companyia Balsan per a rebre noves mostres de teles en diversos tons blaus entre "gris ferro blau" i "blau cel". Maurice Allain, director de producció de la fàbrica, proposa d'incloure una tela que conté les fibres de llana tenyides amb "ferro gris blavós" per als capots d'abans de la guerra. Per tant, es continuaran d'usar les fibres de llana ja tenyides per a aquest propòsit.
En el matí del 16 d'agost de 1914, el director executiu de la fàbrica de teles de 
Châteauroux, Roger de La Segelli, porta a París les mostres al Ministeri de la Guerra. Durant el dia, el superintendent General presenta les mostres de tela a Adolphe Messimy a la seva oficina i personalment selecciona una tela "grisa blava de ferro", amb fibres clares blaves i blanques. L'endemà, aquesta tela és adoptada oficialment per a tots els uniformes de l'exèrcit francès.

## La tela "Bleu Horizon" 1914-1918
Els primers lliuraments dels uniformes d'aquesta color són a la fi de setembre de 1914. Es triga prop d'un any abans que tot l'exèrcit francès en sigui equipat. Aquest període es diu "la crisi de la roba".
L'uniforme blau és prou variable, especialment pel que fa a color, que resisteix malament la llum i el clima.

## Després de la Gran Guerra
El "blau horitzó" esdevingué ràpidament en el símbol dels poilus (soldats francesos). Després del conflicte, simbolitza els veterans i el nacionalisme intransigent i dels conservadors ansiosos "per fer que Alemanya pagués."
Les tropes franceses metropolitanes van adoptar el teixit de color caqui, anomenat "caqui americà", per votació del Consell Suprem de Guerra el 6 de novembre del 1921. No obstant això, el Consell va decidir vendre les enormes reserves existents de tela "blava horitzó" i la mescla d'uniformes encara era variada durant el període d'entre guerres. Algunes tropes encara usaven uniformes de color blau durant la batalla de França.
Al segle xxi, el terme "horitzó blau" es troba en la moda i la literatura, amb el seu caràcter descriptiu d'abans de la Gran Guerra, per a designar vestimenta de teixit de color blau-gris clar o la color dels ulls.